# جائزة الجزائر الكبرى
جائزة الجزائر الكبرى 1928 (بالإنجليزية: 1928 Algeria Grand Prix)‏ هو سباق فورمولا 1 أقيم سبعة مرات بتاريخ 1928 إلى سنة 1937 بالجزائر.

## تاريخ
الجائزة الكبرى للسيارات الجزائر هي سباق الجائزة الكبرى نظمت سبع مرات، من 1928 إلى 1937، في فترة الاحتلال الفرنسي للجزائر، تم تنظيمها في ستويلي وبوزارية، على بعد بضعة كيلومترات من الجزائر العاصمة ومرتين، في 1930 و1932، في «أركول»، اليوم بئر الجير، بالقرب من وهران. وحمل هذا الحدث رسميا لقب «الجائزة الكبرى للوران لهاتين» الطبعتين فقط.
وقد فازت سيارات «بوجاتي» جميع الطبعات.

## معرض الصور

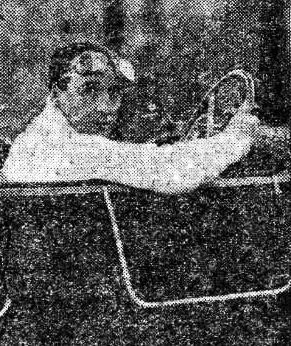
أشيل بوريفان فرنسا بطل الجائزة الكبرى سنة 1928.
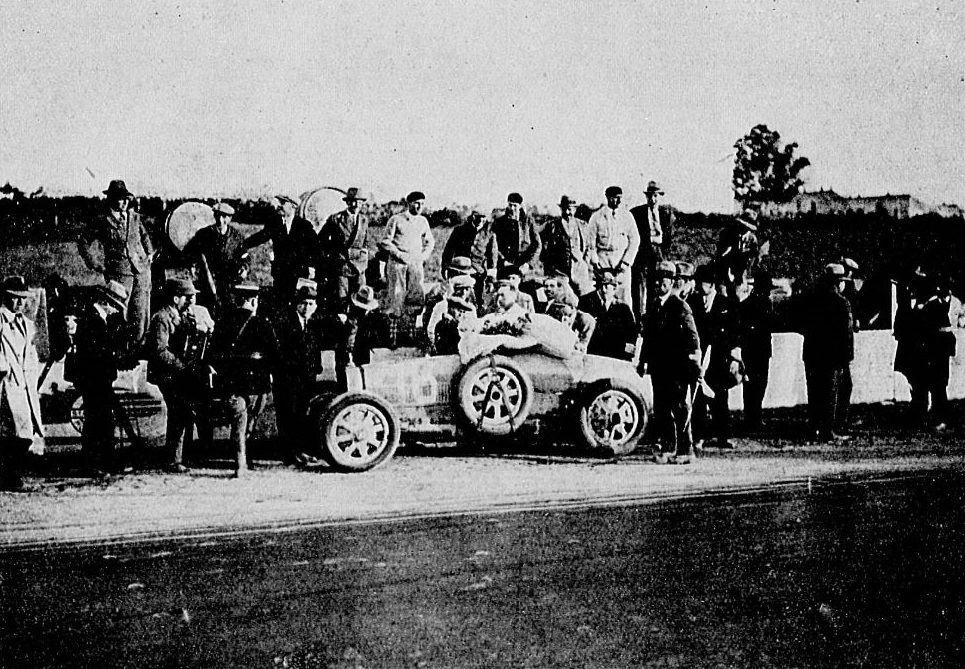
مارشال بطل جائزة الكبرى سنة 1929 فرنسا.
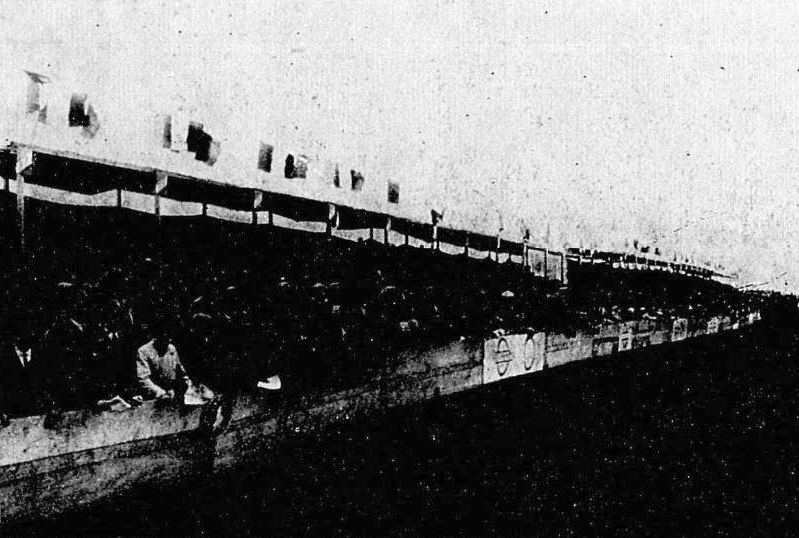
مدرجات المضمار وهران الجائزة الكبرى سنة 1930.
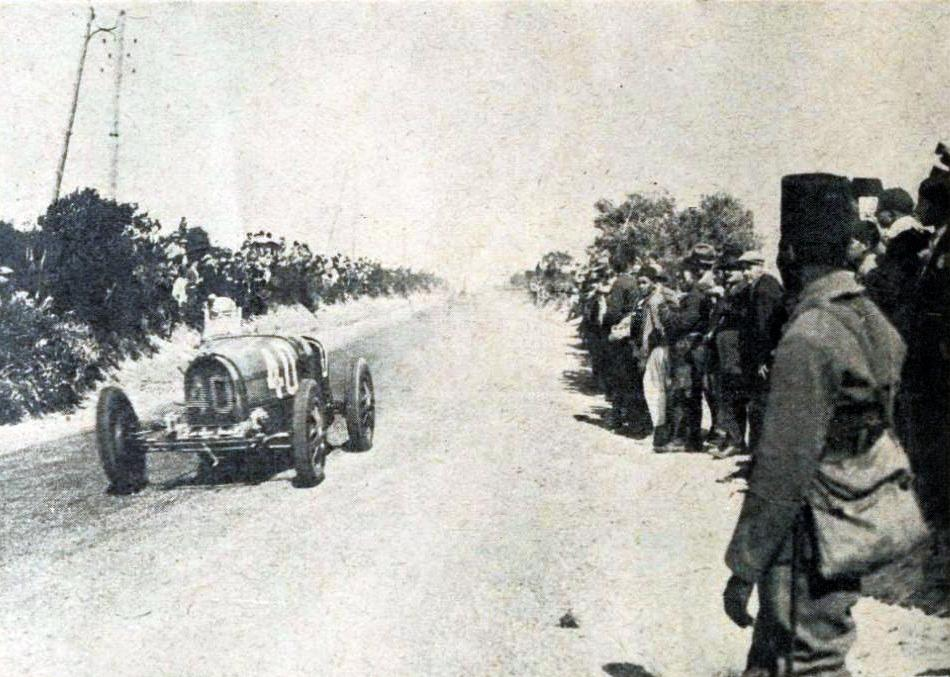
فليب بطل الجائزة الكبرى سنة 1930 فرنسا.
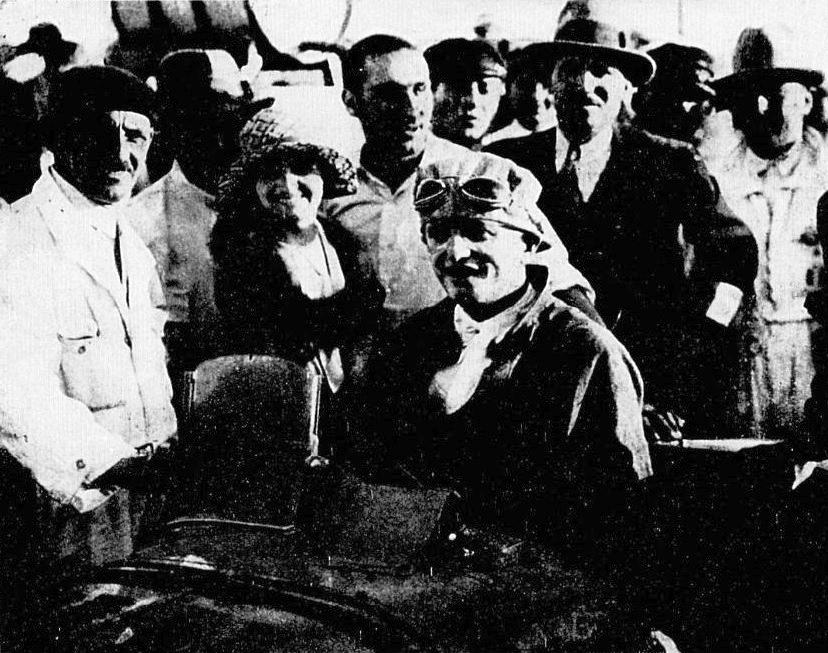
فليب بطل الجائزة الكبرى سنة 1930 فرنسا.
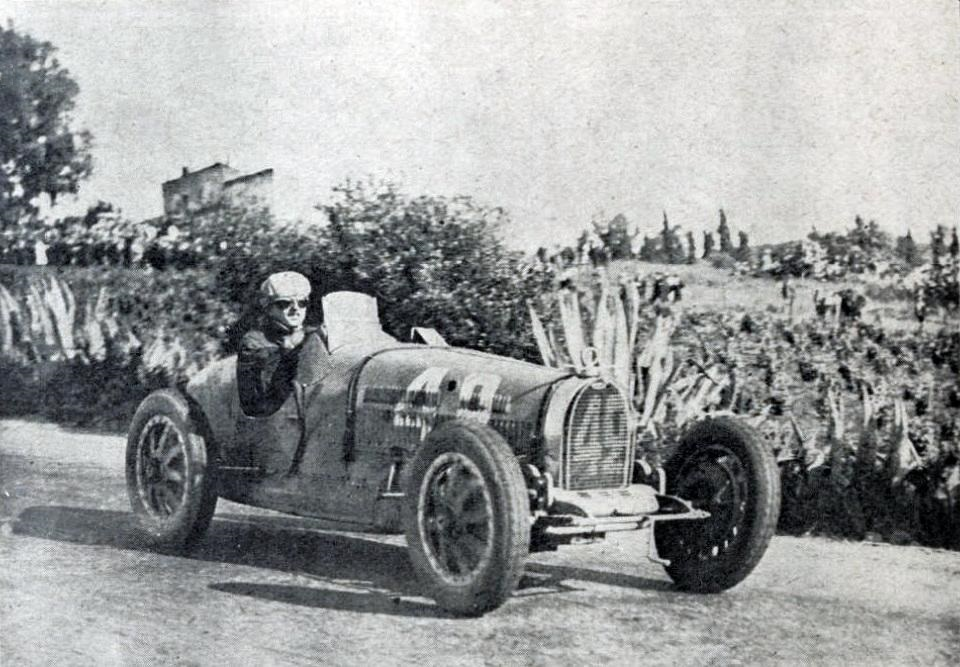
مارشال فرنسا 1930.